# Сант-Андреа-Фрьюс
Сант-Андреа-Фрьюс (італ. Sant'Andrea Frius, сард. Santu Andria Frius) — муніципалітет в Італії, у регіоні Сардинія,  провінція Кальярі.
Сант-Андреа-Фрьюс розташований на відстані близько 390 км на південний захід від Рима, 30 км на північ від Кальярі.
Населення — 1806 осіб (2014).

## Демографія
Населення за роками:

Станом на 1 січня 2023 року в муніципалітеті офіційно проживало 15 іноземців з 6 країн, серед них 5 громадян країн Євросоюзу.

## Сусідні муніципалітети
- Барралі
- Доліанова
- Донорі
- Ортачезус
- Сан-Базіліо
- Сан-Ніколо-Джерреї
- Сенорбі
- Сердіана